# Geschichte der Tschechischen Republik
Für die Geschichte bis 1918 siehe: Geschichte Böhmens, Geschichte Mährens und Geschichte Schlesiens
Für die Geschichte von 1918 bis 1993 siehe: Geschichte der Tschechoslowakei
Die Geschichte der Tschechischen Republik beginnt mit der Staatsgründung am 1. Januar 1993. Die beiden unabhängigen Staaten Tschechien und Slowakei entstanden infolge der friedlichen Teilung der Tschechoslowakei, welche am 31. Dezember 1992 vollzogen wurde.

## Gründung der Tschechischen Republik 1993
Nach der Samtenen Revolution 1989 zeichnete sich bald ab, dass die Tschechische und Slowakische Föderative Republik auf Dauer keinen Bestand mehr haben würde. 1990 führten beide Teilstaaten wieder eigene Staatssymbole ein. 1990 errichtete die Slowakei ein eigenes Außenministerium, 1992 folgte damit auch der tschechische Teilstaat. Die Konflikte gipfelten im scherzhaft Gedankenstrich-Krieg genannten Streit über den Namen der Föderation.
Nachdem das Konzept einer Konföderation gescheitert war, deklarierte am 17. Juli 1992 das slowakische Parlament – der Slowakische Nationalrat – die Selbstständigkeit der Slowakei. Die Ministerpräsidenten der beiden Teilstaaten Václav Klaus und Vladimír Mečiar vereinbarten gegen den Willen der Mehrheit der Bevölkerung eine Teilung der Tschechoslowakei in zwei souveräne Staaten. Am 20. Juli 1992 trat Staatspräsident Václav Havel von seinem Amt zurück. Am 25. November 1992 wurde das Gesetz über die Auflösung der ČSFR im föderalen Parlament verabschiedet.
Am 16. Dezember 1992 hat der Tschechische Nationalrat (Česká národní rada), das Parlament des tschechischen Teilstaates, die neue Verfassung der Tschechischen Republik als „demokratischer Rechtsstaat“ verabschiedet. Die Charta der Grundrechte und -freiheiten, die im Januar 1991 von der tschechoslowakischen Föderalversammlung beschlossen worden war, wurde unverändert von Tschechien übernommen. Die heutige unabhängige Tschechische Republik wurde am 1. Januar 1993 ausgerufen. In der Resolution 801 empfahl der Sicherheitsrat der Vereinten Nationen (UN) am 8. Januar 1993 der UN-Generalversammlung die Aufnahme Tschechiens in das Staatenbündnis, die am 19. Januar 1993 vollzogen wurde. Der Tschechische Nationalrat benannte sich in das Abgeordnetenhaus des Parlaments der Tschechischen Republik um und wählte am 26. Januar 1993 Václav Havel zum ersten Präsidenten der neuen Republik. Václav Klaus bildete eine Vier-Parteien-Regierung. Die Tschechische Krone wurde neue Währung.

## 1990er Jahre
Am 30. Juni 1993 trat das nun unabhängige Tschechien dem Europarat bei. 1994–1995 war das Land nicht-ständiges Mitglied des Sicherheitsrats der Vereinten Nationen. 1993 wurde erneut das EU-Assoziierungsabkommen unterzeichnet. Ein Assoziierungsabkommen unterzeichnete 1991 bereits die Tschechoslowakei, der Ratifizierungsprozess wurde aber infolge der Auflösung der Tschechoslowakei unterbrochen. 1995 wurde Tschechien OECD-Mitglied. Am 31. Mai und 1. Juni 1996 fanden die ersten Wahlen zum Abgeordnetenhaus statt. Die regierende Mitte-rechts-Koalition verlor jedoch ihre Mehrheit. Klaus trat am 23. Juli 1996 mit seinem zweiten Kabinett das Amt des Ministerpräsidenten neuerlich an. Seine Regierung musste sich jedoch von den Sozialdemokraten Miloš Zemans tolerieren lassen. 1997 endete die wirtschaftliche Wachstumsphase in einem Bankenkrach, im Laufe dessen 12 Finanzinstitute Insolvenz anmelden mussten. Die Schuld lag unter anderem an der Verflechtung industrieller Großkomplexe, die durch faule Kredite künstlich aufrechterhalten worden waren. Die tschechische Wirtschaft fiel in eine Rezession.
Am 21. Januar 1997 wurde die Deutsch-Tschechische Erklärung unterzeichnet und am 24. April hielt Präsident Havel vor dem Deutschen Bundestag eine Rede. Im Juni desselben Jahres mussten infolge des Oderhochwassers 40.000 Menschen evakuiert werden, der Gesamtschaden betrug 2,5 Mrd. Euro. Ministerpräsident Václav Klaus trat am 30. November 1997 aufgrund einer Spendenaffäre zurück. Sein Nachfolger wurde Josef Tošovský. Am 20. Januar 1998 wurde Václav Havel als Präsident wiedergewählt. Bei der Wahl zum Abgeordnetenhaus am 28. Juni 1998 gewannen die sozialdemokratische ČSSD mit Miloš Zeman (32 %) und konnten die Regierung bilden; sie wurden von der oppositionellen ODS toleriert (der sogenannte „Oppositionsvertrag“).
Am 12. März 1999 wurde Tschechien gemeinsam mit Polen und Ungarn Mitglied der NATO. Die Beitrittsverhandlungen waren von tschechischer Seite von Otto Pick geführt worden. In Prag wurde am 25. September 2000 das Treffen des Internationalen Währungsfonds (IWF) und der Weltbank veranstaltet, begleitet von Straßenunruhen und Demonstrationen.
Die Auseinandersetzungen um die Besetzung des Intendanten des Tschechischen Fernsehens Česká televize ließen im Jahr 2000 u. a. auch die Feindschaft zwischen Václav Havel und Václav Klaus wieder hervorbrechen. Klaus und die Demokratische Bürgerpartei ODS wurden beschuldigt, mehrere ihrer Anhänger in die Top-Positionen des Senders manövriert zu haben, darunter auch Jiří Hodač als Direktor. Dies löste die größten Demonstrationen in Tschechien seit 1989 aus. Als Folge trat Hodač zurück. Tschechien bekam ein neues Mediengesetz, Zweifel über die Unabhängigkeit der Česká televize waren jedoch bei Weitem nicht beseitigt.
Die führende Rolle der ČSSD wurde bei den Parlamentswahlen 2002 bestätigt, bei der insbesondere die Kommunisten hinzugewinnen konnten. Neuer Ministerpräsident wurde der Sozialdemokrat Vladimír Špidla, der eine Koalitionsregierung mit der christdemokratischen KDU-ČSL und der Unie svobody bildete.
Im August 2002 litt Tschechien, wie auch andere Teile Mitteleuropas, unter schweren Überschwemmungen. Teile von Prag und anderen Städten oder Dörfern mussten evakuiert werden und Kulturgut wurde zerstört oder beschädigt.
Am 28. Februar 2003 wurde Václav Klaus zum zweiten Präsidenten der Tschechischen Republik gewählt. 2004 gab Spidla nach einer Wahlniederlage bei den Europawahlen sein Amt an Stanislav Gross ab, der jedoch 2005 seinerseits wegen einer Korruptionsaffäre zurücktreten musste und von Jiří Paroubek abgelöst wurde.

## Ab dem Beitritt zur Europäischen Union 2004
Am 17. Januar 1996 reichte die tschechische Regierung den EU-Beitrittsantrag ein. Die Beitrittsverhandlungen wurden 1998 eingeleitet und am 16. April 2003 wurde in Athen von Präsident Václav Klaus und Premierminister Vladimír Špidla das Beitrittsabkommen unterzeichnet. Von den 55,21 % tschechischen Wahlberechtigten, die am Referendum über den Beitritt zur Europäischen Union teilnahmen, stimmten über Dreiviertel (77,33 %) einem Beitritt zu. Am 1. Mai 2004 trat die Tschechische Republik dann mit weiteren mittel- und osteuropäischen Staaten der Europäischen Union bei (siehe auch: EU-Erweiterung 2004).
Am 2. und 3. Juni 2006 wurde bei den Wahlen zum Abgeordnetenhaus die ČSSD von der konservativen ODS geschlagen, große Verluste erlitten auch die Kommunisten (KSČM). Die grüne Strana zelených (SZ) übersprang erstmals die Fünf-Prozent-Hürde. Die Regierungsbildung gestaltete sich aufgrund eines Patts im Abgeordnetenhaus zwischen den beiden Lagern schwierig. Erst Anfang 2007 fand die neue blau-schwarz-grüne Regierungskoalition im Parlament die notwendige Unterstützung, nachdem zwei ČSSD-Abgeordnete angekündigt hatten, diese zu tolerieren. So verfügte die neue Regierung unter Mirek Topolánek über keine stabile Mehrheit.
Seit dem 21. Dezember 2007 entfallen aufgrund des Schengener Abkommens alle Grenzkontrollen zu den vier Nachbarländern Tschechiens. Am 1. Januar 2009 übernahm Tschechien unter Ministerpräsident Mirek Topolánek zum ersten Mal die Präsidentschaft im Rat der Europäischen Union. Die Tschechische EU-Ratspräsidentschaft 2009 war von der weltweiten Finanzkrise geprägt.
Nach mehreren von der ČSSD initiierten Misstrauensvota musste die Regierung am 24. März 2009 noch während der EU-Ratspräsidentschaft schließlich zurücktreten. Klaus beauftragte den Leiter des Tschechischen Statistischen Amtes Jan Fischer mit der Bildung einer Übergangsregierung, die die Regierungsgeschäfte bis zu den vorgezogenen Neuwahlen im Oktober 2009 führen sollte.
Am 10. September 2009 entschied das Verfassungsgericht, dass das Gesetz zur Durchführung der vorgezogenen Wahl ins Abgeordnetenhaus verfassungswidrig ist. Das Gesetz wurde mitsamt der Verkündung der Wahl durch den Präsidenten aufgehoben. Die bereits in Vorbereitung befindliche Wahl am 9. und 10. Oktober wurde damit gestoppt. In einer daraufhin durchgeführten Verfassungsänderung erhielt das Abgeordnetenhaus das Recht, sich selbst aufzulösen, was Neuwahlen zur Folge haben sollte. Ein Versuch des Abgeordnetenhauses, sich kurz danach aufzulösen, scheiterte aber an mangelnder Unterstützung insbesondere von Seiten der ČSSD. Erst Ende Mai 2010 konnten die Parlamentswahlen in Tschechien 2010 durchgeführt werden. Am 13. Juli 2010 wurde von einer Koalition aus den bürgerlich-konservativen Parteien ODS und TOP 09 sowie der durch die Wahl erstarkten Partei Věci veřejné die Regierung Petr Nečas gebildet. Die Grünen und die KDU-ČSL scheiterten an der Fünf-Prozent-Hürde. Im April 2012 entschloss Věci veřejné nach harten parteiinternen Auseinandersetzungen aus der Regierung auszutreten, jedoch wollten einige Abgeordnete und die amtierenden Minister der Partei diesen Schritt nicht mitmachen und traten ihrerseits aus der Partei aus. Sie schlossen sich zur Partei LIDEM zusammen und sicherten so die Regierungsmehrheit.
Nachdem sich sowohl der Senat als auch das Abgeordnetenhaus des Parlaments für diese Neuerung ausgesprochen hatten, war die Präsidentschaftswahl 2013 erstmals eine Direktwahl. Miloš Zeman gewann in der Stichwahl gegen Karel Schwarzenberg. Am 17. Juni 2013 trat Petr Nečas nach der Verhaftung seiner Büroleiterin wegen Korruptions- und Amtsmissbrauchsvorwürfen zurück. Zeman installierte eine Regierung unter Jiří Rusnok. Nach den vorgezogenen Neuwahlen 2013 konnte trotz von Zeman befeuerten inneren Streitigkeiten in der ČSSD Bohuslav Sobotka eine neue Regierung mit ANO 2011 und der KDU-ČSL bilden, welche Zeman am 29. Januar 2014 angelobte.
Miloš Zeman setzte sich in den folgenden Jahren wie zu seinen Zeiten als Ministerpräsident weiter für eine Annäherung an Russland an, so die Nowaja Gaseta. Im Februar 2021 bildete sich andererseits unter den Russen im Land eine informelle oppositionelle Vereinigung „Freunde des freien Russlands“ zur Förderung der russischen Zivilgesellschaft. Nach dem russischen überfall auf die Ukraine im Februar 2022 stellte sich die Politik Tschechiens entschieden auf die Seite der Ukraine.